# Apamea gemina
Apamea gemina är en fjärilsart som beskrevs av John Henry Leech 1900. Apamea gemina ingår i släktet Apamea och familjen nattflyn. Inga underarter finns listade i Catalogue of Life.